# Одинцов, Алексей Алексеевич
Алексей Алексеевич Одинцов (1803—1886) — генерал от инфантерии, нижегородский военный губернатор.

## Биография
Родился 12 (24) мая 1803 года в Кронштадте и происходил из дворян Санкт-Петербургской губернии.
На одиннадцатом году он был отдан в 1-й кадетский корпус, по окончании которого 27 февраля 1823 года был произведён в прапорщики и начал свою службу в лейб-гвардии Литовском полку, в котором прослужил около двадцати лет. Находясь в составе этого полка, Одинцов, между прочим, принимал участие в подавлении польского мятежа 1831 года, за что был награждён орденом св. Анны 4-й степени.
Быстро подвигаясь по службе, Одинцов в 1835 году был уже в чине капитана, а в мае 1842 года был прикомандирован к лейб-гвардии Гренадерскому полку на должность младшего штаб-офицера. Прослужив в лейб-гвардии Гренадерском полку восемь лет, Одинцов в марте 1850 года был назначен Санкт-Петербургским плац-майором, а спустя три с половиной года вторым Санкт-Петербургским комендантом; 26 ноября 1848 г. за беспорочную выслугу 25 лет в офицерских чинах награждён орденом св. Георгия 4-й степени (№ 7953 по списку Григоровича — Степанова); 6 декабря 1851 г. произведён в генерал-майоры. Зная прекрасно устройство, быт и нужды крестьянского населения, он, со времени вступления на престол императора Александра II, принимал деятельное участие в работах по освобождению крестьян. Также за это время он был удостоен орденов: Св. Станислава 1-й степени (1856) и Св. Анны 1-й степени (1859).
В 1858 году Одинцов был назначен членом от правительства Санкт-Петербургского губернского комитета об устройстве быта крестьян. В следующем же году был назначен председателем Высочайше утверждённой особой комиссии, цель которой была выработать необходимые меры для предотвращения увечий рабочих, часто повторяющихся на фабриках и заводах, и определить положительные правила о малолетних рабочих.
Перед обнародованием манифеста 19 февраля 1861 года об освобождении крестьян Одинцов был назначен членом временной комиссии из помещиков Петербургской губернии для выработки предварительных мер по приведению в действие Положения о крестьянах. Вскоре затем, в сентябре того же года, он был назначен нижегородским военным губернатором и управляющим гражданской частью губернии.
Вступив в исполнение своих новых обязанностей, Одинцов принялся деятельно работать над проведением в жизнь крестьянских и других реформ 1860 г. О его весьма полезной деятельности в качестве нижегородского губернатора можно судить уже потому, что помимо служебных отличий, он снискал глубокое уважение и признательность нижегородцев. Признательность эта выразилась в том, что впоследствии Одинцов был избран в почётные граждане Нижнего Новгорода и, кроме того, городская дума учредила стипендию его имени в Нижегородском ремесленном училище, другая стипендия в Нижегородской мужской гимназии была учреждена в 1878 году по постановлению общего собрания действительных членов нижегородского соединенного всех сословий клуба.
За время своего почти двенадцатилетнего управления Нижегородской губернией Одинцов был произведён в генерал-лейтенанты (8 ноября 1862 года) и получил ордена Св. Владимира 2-й степени (в 1864 г.) и Белого Орла (в 1870 г.).

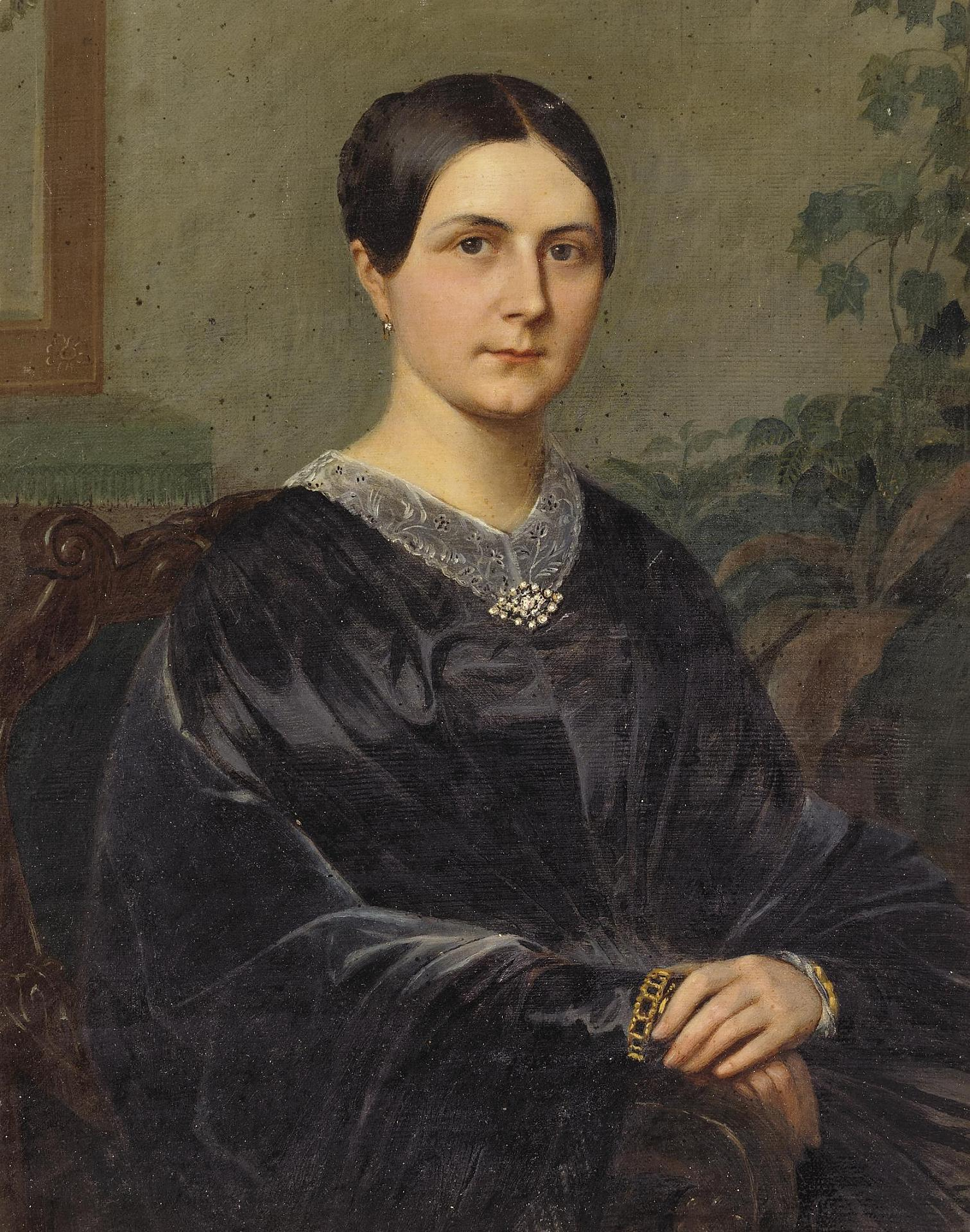
Елизавета Николаевна

В марте 1873 года Одинцов был назначен членом Александровского комитета о раненых, где, несмотря на свой преклонный возраст, продолжал по-прежнему энергично работать. Особенно деятельное участие принимал он в трудах комитета, учреждённого для разработки мер по призрению семейств военных чинов убитых, без вести пропавших и умерших от ран, полученных в сражениях. Наградой за эти труды был орден св. Александра Невского (в 1873 г.) и чин генерала от инфантерии, в который Одинцов был произведён 30 августа 1881 г.
Умер в Санкт-Петербурге 17 (29) апреля 1886 года. Похоронен в Старой Деревне близ Петербурга при церкви Благовещения. После него остались обширные и интересные «Записки», частично напечатанные в «Русской старине» в 1889 г. (т. 64, с. 289—322) и 1890 (т. 65, с. 21—34).

## Награды
- Орден Святой Анны 4 ст. за храбрость (1831)[1]
- Знак ордена За военное достоинство 4 ст. (1831)
- Орден Святой Анны 2 ст. (1847)
- Орден Святого Георгия 4 ст. за 25 лет службы (1848)
- Императорская корона к Ордену Святой Анны 2 ст. (1849)
- Орден Святого Владимира 3 ст. (1854)
- Орден Святого Станислава 1 ст. (1856)
- Орден Святой Анны 1 ст. (1859)
- Орден Святого Владимира 2 ст. (1864)
- Знак отличия за XL лет беспорочной службы (1867)
- Орден Белого Орла (1870)
- Орден Святого Александра Невского (1873)
- Знак отличия за LX лет беспорочной службы (1885)

## Ссылка
Был женат на Елизавете Николаевне Манзей (22.07.1824—20.09.1860), дочери генерал-майора Николая Логгиновича Манзея (1784—1862) от брака его с Софьей Сергеевной Яковлевой, внучкой известного богача; сестра генерала Константина Манзей. Похоронена рядом с мужем. С ними также похоронена Феодосия Александровна Одинцова (1780—1862).